# Gnetaceae

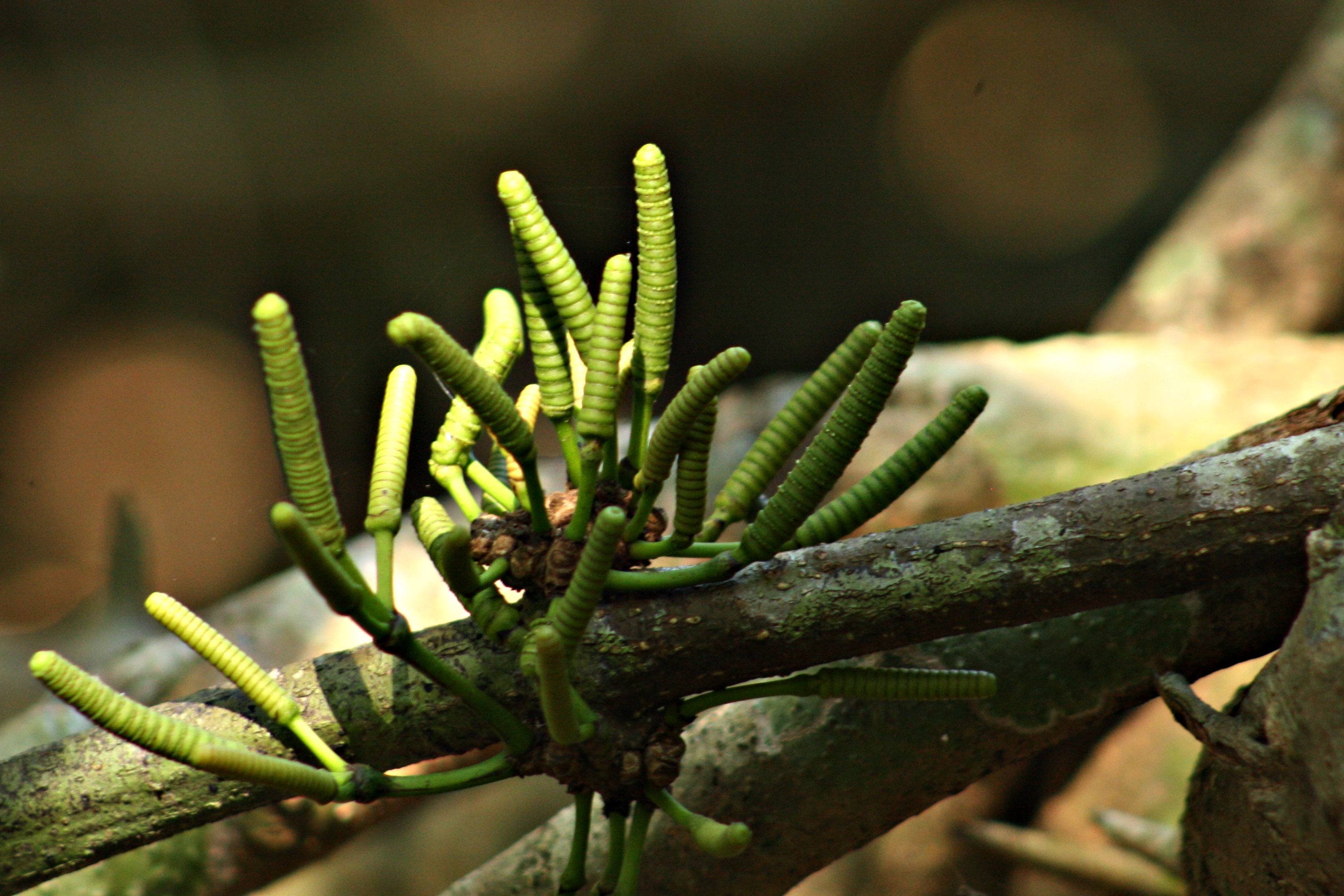
Gnetum latifolium.

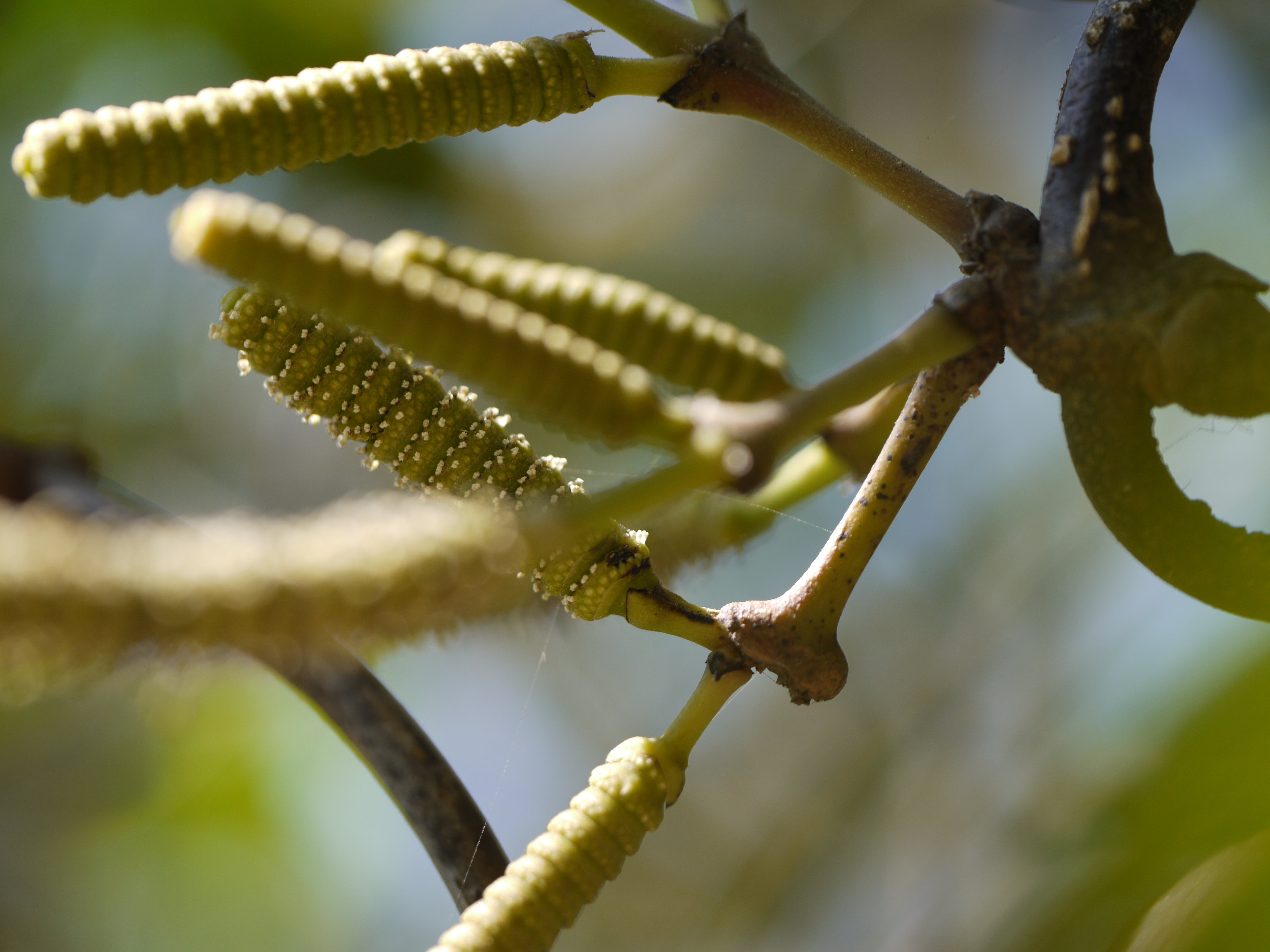
Gnetum scandens.

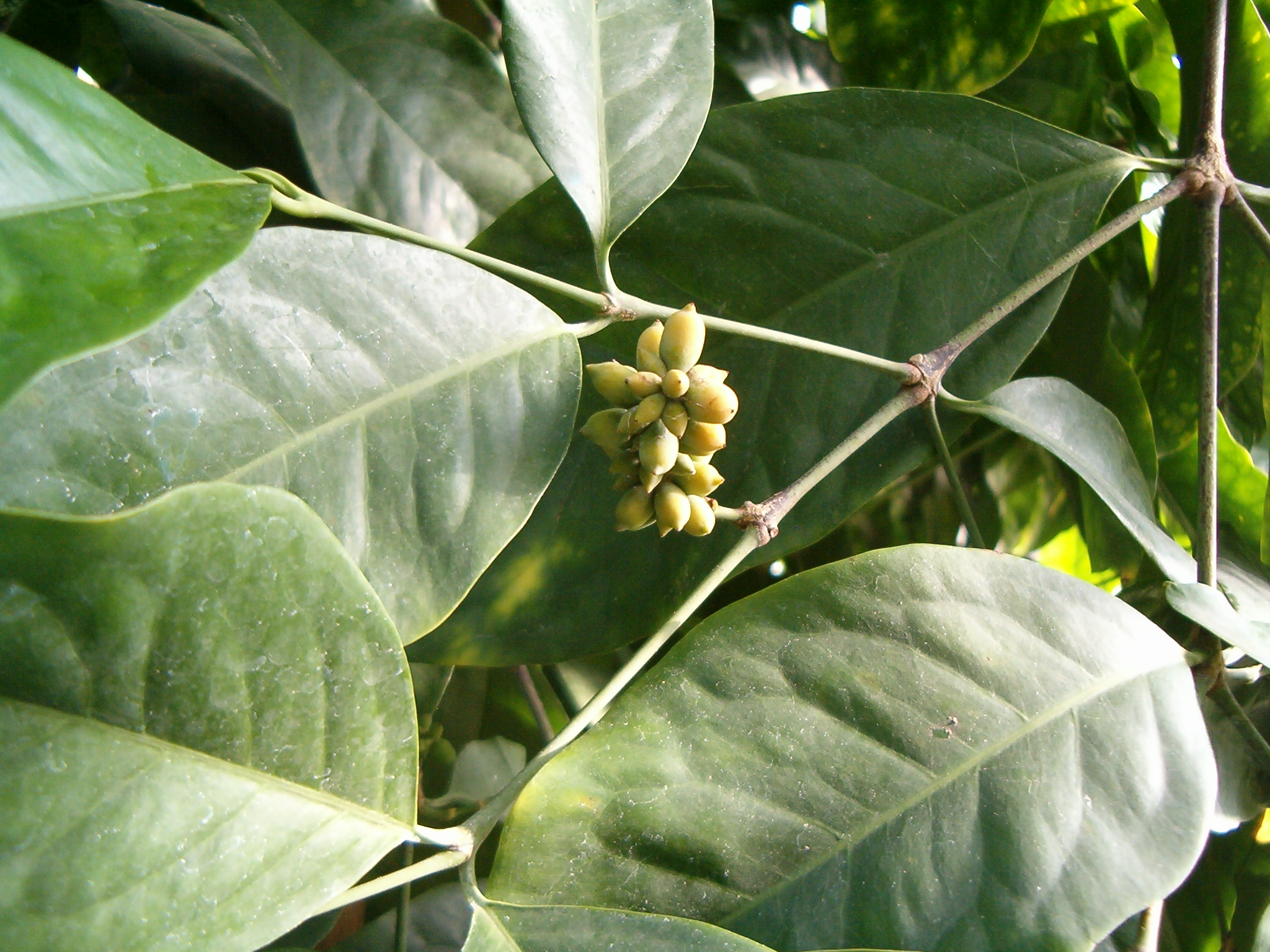
Gnetum gnemon.

Gnetaceae é uma família de plantas lenhosas, pertencentes à ordem Gnetales do grupo de gimnospermas, que inclui um único género extante, o género Gnetum, que agrupa cerca de 40 espécies de lianas, arbustos ou pequenas árvores. A família tem vários géneros extintos, conhecidos apenas do registo fóssil.

## Descrição
O género Gnetum, o único extante na família Gnetaceae, ocupa uma posição única, mas ambígua, pelas suas características morfológicas incomuns, na filogenia das plantas com sementes (gimnospérmicas). As cerca de 35 a 40 espécies que o integram são, como as restantes gimnospérmicas, plantas lenhosas com características muito diferentes das Pinales e das coníferas em geral. 

### Morfologia
As espécies que integram a família Gnetaceae perenes lenhosas perenifólias das tropicais, em geral arbustos, mas que podem ser pequenas árvores ou lianas. Em contraste com outras gimnospérmicas, apresentam caules articulados com traqueias para transporte de fluidos no xilema.
Gnetum, o único género extante, tem uma ampla distribuição em zonas de planície mistas e densas de florestas pantropicais. As folhas de Gnetum são ricas em compostos bioactivos, por exemplo flavonoides e estilbenos, que têm efeitos medicinais notáveis. As espécies que integram este género são caracterizadas por traços como folhas decussadas, nervuras foliares pinadas e presença de vasos nos caules, que se assemelham a caracteres de angiospermas. No entanto, estudos mostraram que Gnetum tem rendimento fotossintético mais baixos do que a maioria das plantas com sementes. As folhas são largas, simples, opostas, pecioladas, com venação fina hierarquizada-reticulada e braquidódroma.
São maioritariamente plantas monoicas, com algumas raras espécies dioicas, com produção de microsporângios e megasporângios sempre separados. Os estróbilos são distribuídos nas regiões axilares das folhas, organizados em eixos compactos ou alongados, com nós e internós, com semelhança morfológica superficial a amentilhos. 
Os estróbilos microsporangiados apresentam duas brácteas fundidas que rodeiam múltiplos botões férteis, frequentemente confundidos com flores. Cada botão fértil é constituídos de duas brácteas que se finalizam em microsporangióforo . Geralmente tem dois microsporângios separados na extremidade de cada esporófilo. Os grãos de pólen são de forma esférica, sem estrias ou ondulações, mas a sua superfície pode ser espinhosa.
Os estróbilos megasporangiados apresentam de 4 a 10 óvulos férteis por anel. As sementes são drupáceas, envoltas numa falsa testa carnosa e vistosa, podendo ser vermelha, laranja ou amarela. O [[[Embrião (botânica)|embrião]] apresenta dois cotilédones.  

### Distribuição
Recentemente, foram descritos aguns táxones adicionais, levando a que sejam reconhecidas 41 espécies na World Checklist of Selected Plant Families (WCSP, 2014). O Sudeste Asiático é considerado o centro de diversidade do género Gnetum, mas o género também ocorre na América do Sul e na África tropical. A maioria das espécies é nativa da Indonésia, do sul da China, Índia, mas algumas espécies habitam florestas tropicais da África e da Bacia Amazónica.

## Filogenia e sistemática
Estudos recentes de filogenética baseados em dados moleculares, apontam os gnetófitas como grupo um monofilético, sendo as Gnetaceae um grupo irmão de um clado que inclui as Ephedraceae e as Welwitschiaceae.
A posição filogenética de Gnetales tem sido intensamente estudada no decorrer dos anos por apresentar questões controversas. Inicialmente, os estudos foram baseados em análises cladísticas das suas estruturas morfológicas, e teve como resultado serem as Gnetales consideradas como grupo irmão das angiospermas. Análises recentes apresentam três hipóteses para sua filogenia: (1) Gnetales como grupo irmão de coníferas; (2) Gnetales dentro do grupo das coníferas; e (3) as Gnetales como grupo irmão de Pinaceae. Apesar de não ser conclusiva a sua relação filogenética, as suas características auxiliam no entendimento das tendências evolutivas das gimnospermas.
Embora não tenha ainda obtido um consenso alargado, postula-se que a relação filogenética entre as Gnetales e as coníferas é a que consta do seguinte cladograma:
|  | Ephedra                                                |
|  |                                                        |
|  | \| \| Welwitschia \| \| \| \| \| \| Gnetum \| \| \| \| |
|  |                                                        |
|  | Welwitschia                                            |
|  |                                                        |
|  | Gnetum                                                 |
|  |                                                        |

|  | Welwitschia |
|  |             |
|  | Gnetum      |
|  |             |

|  | Pinaceae |
|  |          |

|  | Ephedra                                                |
|  |                                                        |
|  | \| \| Welwitschia \| \| \| \| \| \| Gnetum \| \| \| \| |
|  |                                                        |
|  | Welwitschia                                            |
|  |                                                        |
|  | Gnetum                                                 |
|  |                                                        |

|  | Welwitschia |
|  |             |
|  | Gnetum      |
|  |             |

|  | Pinaceae |
|  |          |

|  | Araucariales |
|  |              |

|  | Cupressales |
|  |             |

|  | Araucariales |
|  |              |

|  | Cupressales |
|  |             |

|  | Ephedra                                                |
|  |                                                        |
|  | \| \| Welwitschia \| \| \| \| \| \| Gnetum \| \| \| \| |
|  |                                                        |
|  | Welwitschia                                            |
|  |                                                        |
|  | Gnetum                                                 |
|  |                                                        |

|  | Welwitschia |
|  |             |
|  | Gnetum      |
|  |             |

|  | Pinaceae |
|  |          |

|  | Ephedra                                                |
|  |                                                        |
|  | \| \| Welwitschia \| \| \| \| \| \| Gnetum \| \| \| \| |
|  |                                                        |
|  | Welwitschia                                            |
|  |                                                        |
|  | Gnetum                                                 |
|  |                                                        |

|  | Welwitschia |
|  |             |
|  | Gnetum      |
|  |             |

|  | Pinaceae |
|  |          |

|  | Araucariales |
|  |              |

|  | Cupressales |
|  |             |

|  | Araucariales |
|  |              |

|  | Cupressales |
|  |             |

|  | Ephedra                                                |
|  |                                                        |
|  | \| \| Welwitschia \| \| \| \| \| \| Gnetum \| \| \| \| |
|  |                                                        |
|  | Welwitschia                                            |
|  |                                                        |
|  | Gnetum                                                 |
|  |                                                        |

|  | Welwitschia |
|  |             |
|  | Gnetum      |
|  |             |

|  | Pinaceae |
|  |          |

|  | Ephedra                                                |
|  |                                                        |
|  | \| \| Welwitschia \| \| \| \| \| \| Gnetum \| \| \| \| |
|  |                                                        |
|  | Welwitschia                                            |
|  |                                                        |
|  | Gnetum                                                 |
|  |                                                        |

|  | Welwitschia |
|  |             |
|  | Gnetum      |
|  |             |

|  | Pinaceae |
|  |          |

|  | Araucariales |
|  |              |

|  | Cupressales |
|  |             |

|  | Araucariales |
|  |              |

|  | Cupressales |
|  |             |

|  | Ephedra                                                |
|  |                                                        |
|  | \| \| Welwitschia \| \| \| \| \| \| Gnetum \| \| \| \| |
|  |                                                        |
|  | Welwitschia                                            |
|  |                                                        |
|  | Gnetum                                                 |
|  |                                                        |

|  | Welwitschia |
|  |             |
|  | Gnetum      |
|  |             |

|  | Pinaceae |
|  |          |

|  | Ephedra                                                |
|  |                                                        |
|  | \| \| Welwitschia \| \| \| \| \| \| Gnetum \| \| \| \| |
|  |                                                        |
|  | Welwitschia                                            |
|  |                                                        |
|  | Gnetum                                                 |
|  |                                                        |

|  | Welwitschia |
|  |             |
|  | Gnetum      |
|  |             |

|  | Pinaceae |
|  |          |

|  | Araucariales |
|  |              |

|  | Cupressales |
|  |             |

|  | Araucariales |
|  |              |

|  | Cupressales |
|  |             |

Dentro das Gnetales, distinguem-se três famílias, cada uma com apenas um género:
- Família Ephedraceae Dum.
  - género Ephedra Tourn. ex L.: 60 espécies de arbustos das regiões áridas da América do Sul, do Saara, do Mediterrâneo e da Ásia.
- Família Gnetaceae Lindl.
  - Género Gnetum L.: com 28 a 40 espécies de lianas, arbustos ou pequenas árvores nos Neotrópicos e nos Paleotrópicos.
- Família Welwitschiaceae Caruel
  - Género Welwitschia Hook. f.: com apenas uma espécie.
    - Welwitschia (Welwitschia mirabilis Hook. f.): Deserto do Namibe na Namíbia e em Angola. Forma apenas duas folhas de crescimento contínuo, em forma de fita, e atinge até 2000 anos de idade. Duas subespécies foram descritas em 2001 com base em seis espécimes cultivados em Berlim, o que foi frequentemente citado mas não pôde ser confirmado em investigações de campo. Assim, ainda não existem subespécies.[13]

## Etnobotânica
Várias espécies de Gnetum são utilizadas na alimentação humana, produzindo sementes que podem ser torradas e folhagem que é utilizada como legume. Algumas têm valor como planta medicinal na medicina tradicional de várias regiões.

## Ocorrência no Brasil
Possuem predominância em áreas com os seguintes tipos de vegetação: Campinarana, Floresta Ciliar ou Galeria, Floresta de Igapó, Floresta de Terra Firme, Floresta de Várzea . É uma família nativa, porém não é endêmica do Brasil. Na América podem ser encontradas 8 espécies, das quais 6 ocorrem no Brasil .
Espécies de Gnetum descritas na região amazônica, entre elas:
- G. amazonicum Tui.;
- G . paniculatum Spruce ex Benth.;
- G. urens;
- G . nodiflorum Brongn.;
- G . schwackeanum Taub.;
- G . venosum Spruce ex Benth.;
- G. leyboldii Tui .[5]

Possuem ocorrências confirmadas na região Norte, nos estados do Acre, Amazonas, Pará, Rondônia e Roraima e, na região Centro-Oeste no estado do Mato Grosso .